# Šípy

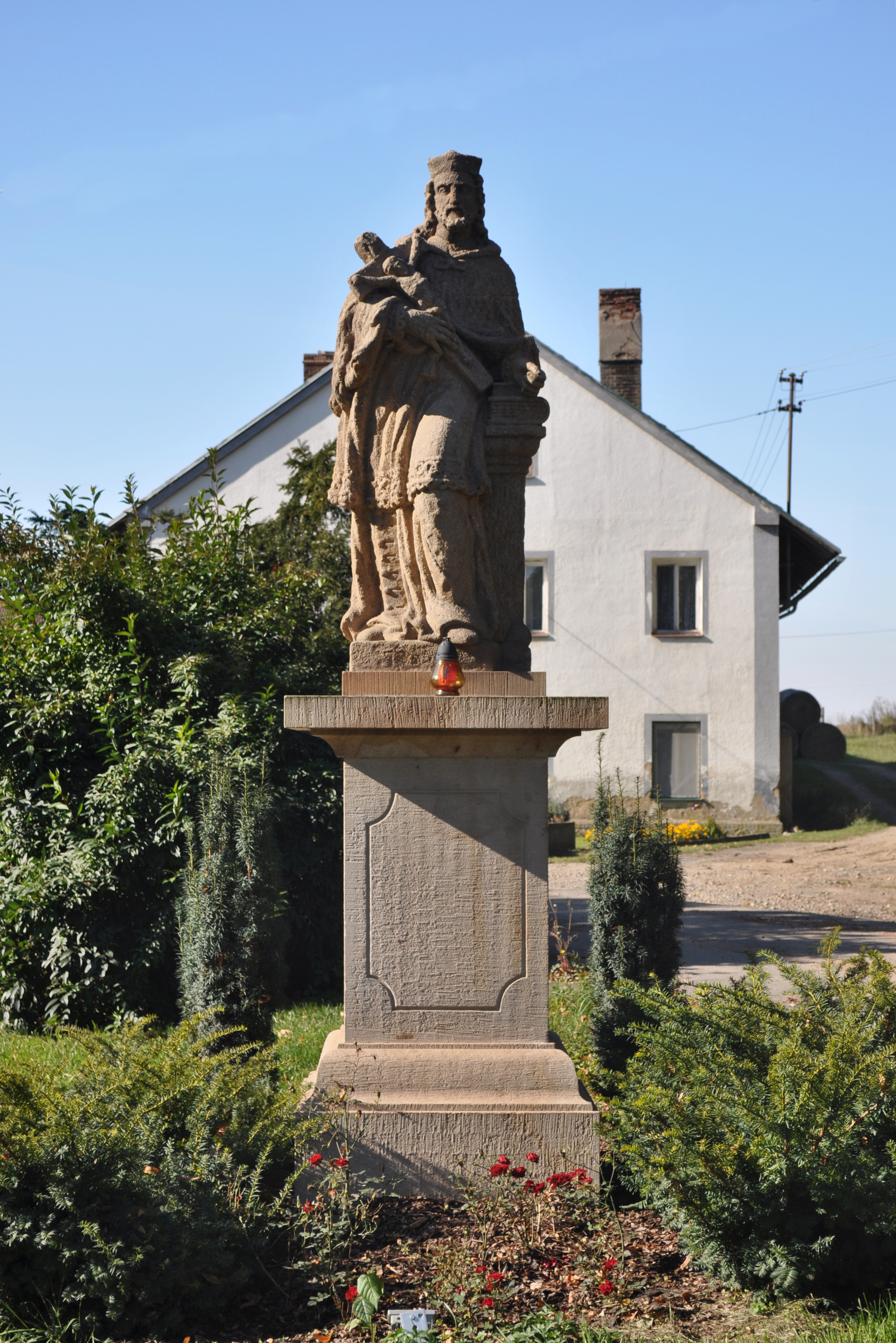
Statue des hl. Johannes von Nepomuk

Šípy (deutsch Schippen) ist eine Gemeinde in Tschechien. Sie liegt zehn Kilometer nordöstlich von Kralovice und gehört zum Okres Rakovník.

## Geographie

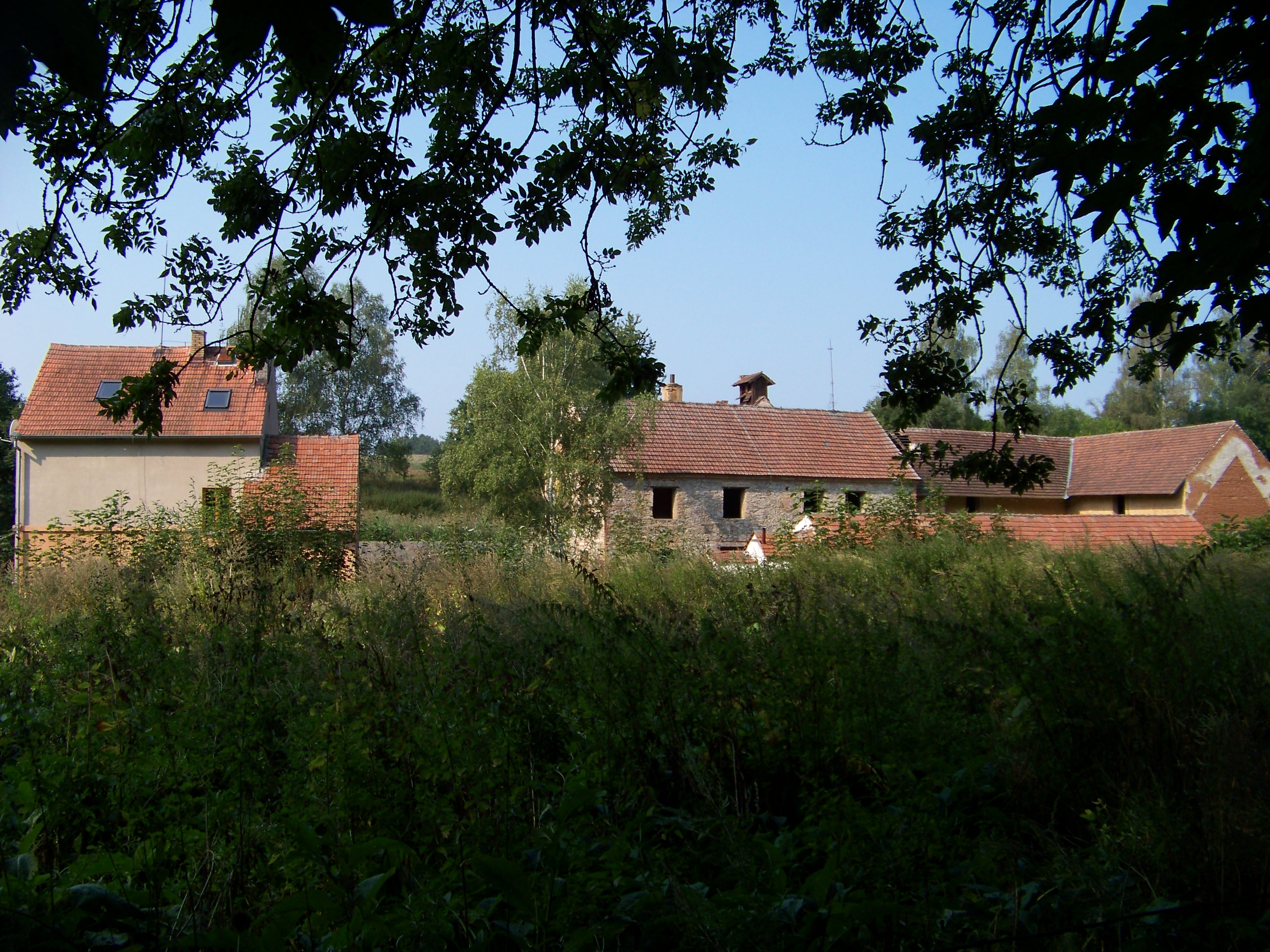
Blick von Osten auf Šípský Mlýn

Šípy befindet sich auf einer Anhöhe im Kralowitzer Hügelland (Kralovická pahorkatina) am Oberlauf eines rechten Zuflusses zum Bach Šípský potok. Das Dorf liegt am Rande des Landschaftsschutzgebietes Křivoklátsko. Östlich liegt das Tal des Šípský potok, westlich das des Čistecký potok. Nordöstlich erhebt sich der Číhadlo (458 m), im Südosten die Stará Jedlina (463 m), der Ostrý vrch (449 m) und der Hradiště (446 m), westlich der Velký kopec (472 m) sowie im Nordwesten die Poubovka (497 m).
Nachbarorte sind Křekovice, Všesulov, Zavidov und Šípský Mlýn im Norden, Krakov, Nový Dvůr und Krakovec im Nordosten, Rousínov, Jankovic Mlýn, Svinařov und Slabce im Osten, Modřejovice, Polanec, Marek, Machův Mlýn und Lhota im Südosten, Slatina, Milíčov, Březsko, Holovousy und Všehrdy im Süden, Černíkovice, Hedčany, Cukrovic Mlýn, Hedečko und Břežany im Südwesten, V Tišině, Valcha und Nad Mostem im Westen sowie Bělbožice, Čistá, Šípská Hájovna und Zdeslav im Nordwesten.

## Geschichte
Šípy entstand wahrscheinlich in der Mitte des 11. Jahrhunderts im Zuge der Binnenkolonisation Böhmens unter Herzog Břetislav I. Dieser hatte im Jahre 1039 bei seinem zweiten Raubzug nach Polen auch die Piastenburg Gradec (tschechisch Hedč) belagert. Nach der Einnahme der Burg stellten sich dorthin geflüchteten Bewohner der Gegend unter den Schutz Břetislavs, der sie mitsamt ihrem Vieh nach Böhmen mitnahm und einen Teil von ihnen im Waldgebiet Černý les entlang des Čistecký potok bei Kralovice ansiedelte. Die Hedčané, das heißt die Bürger von Hedč (Gradec), waren bis zum Beginn des 13. Jahrhunderts freie Siedler, im Jahre 1229 wurden ihre 25 Dörfer der Burg Křivoklát unterstellt.
Die erste urkundliche Erwähnung des zum Hof Krakov gehörigen Dorfes Šípy erfolgte im Jahre 1410. Später wurde das Dorf Teil der Herrschaft Krakovec und gehörte den Herren Kolowrat-Krakowsky. In der Mitte des 16. Jahrhunderts machte Christoph Heinrich Kolowrat-Krakowsky Šípy zu seinem Sitz und ließ eine Feste erbauen. 1542 erbte er von seinem Vater Albrecht das Gut Všesulov mit Vysoká Libyně sowie die Burg Krakovec, die er 1548 an Johann d. Ä. Popel von Lobkowicz auf Zbiroh veräußerte. 1596 erbten Christoph Heinrichs minderjährige Söhne Abund, Karl und Maximilian die Herrschaft Šípy. Karl und Maximilian Kolowrat-Krakowsky teilten 1611 den Besitz. Dabei fiel das Gut Vysoká Libyně mit Lhota und Zdeslav Maximilian zu, der es von Šípy abtrennte und zu einem landtäfligen Allodialgut erheben ließ. Im Jahre 1621 kaufte Bohuslaw Kolowrat-Krakowsky auf Šípy und Všesulov die Güter Křič, Kožlan, Břesko und Dubian von Johann Teyrzowsky von Ensiedl. Später wurde das Gut Šípy wieder von Křič abgetrennt.
In der ersten Hälfte des 18. Jahrhunderts gehörte Šípy den Grafen von Trauttmansdorff. Diese verkauften das Gut 1726 an die Witwe Marie Gabriele Lažanský von Bukowa, geborene Czernin von und zu Chudenitz, die es mit ihrer Herrschaft Křič vereinigte. Marie Gabriele Lažanský starb 1758 als Oberin des Reichsstiftes adeliger Fräulein in der Neustadt Prag und hinterließ eine Hälfte der verschuldeten Herrschaft dem Stift. Die andere Hälfte wurde auf Antrag ihrer Gläubiger subhastiert; da sich dafür jedoch kein Interessent fand, fiel sie den Lažanskýschen Erben zu, die sie 1764 dem Fräuleinstift, das später den Namen k.k. freiweltadeliges Damenstift zu den heiligen Engeln in der Altstadt Prag erhielt, verkauften. Während der Josephinischen Reformen wurde die Herrschaft im Jahre 1787 an das Prager Theresianum angeschlossen, 1791 ging sie an das Damenstift zurück.
Im Jahre 1843 bestand Schippen, auch Schupy / Šypy aus 30 Häusern mit 231 Einwohnern. Im Ort gab es einen obrigkeitlichen Meierhof, eine dominikale Schäferei, ein dominikales Jägerhaus und ein Wirtshaus. Pfarrort war Tschistay. Bis zur Mitte des 19. Jahrhunderts blieb Schippen der Herrschaft Křič untertänig.
Nach der Aufhebung der Patrimonialherrschaften bildete Šípy / Schippen ab 1850 mit den Ortsteilen Bělbožice und Milíčov eine Gemeinde im Bezirk und Gerichtsbezirk Kralowitz. Die Straße von Šípy nach Zdeslav entstand 1897. Im Jahre 1906 verkaufte das Freiweltadelige Damenstift zu den heiligen Engeln die Grundherrschaft Chříč Stephan von Götzendorf-Grabowski, der sie 1910 an Gustav Fischer veräußerte. Im Jahr darauf erwarb Karel Černohorský die Güter. Anschließend wechselten die Besitzer in rascher Folge. Milíčov löste sich 1920 los und wurde eigenständig. Im Jahre 1932 hatte Šípy einschließlich Bělbožice 326 Einwohner. 1949 wurde Šípy in den neugebildeten Okres Plasy überwiesen. Nach der Aufhebung des Okres Plasy wurde Šípy 1960 dem Okres Rakovník zugeordnet. Die erneute Eingemeindung von Milíčov erfolgte 1961. Am 1. Jänner 1980 wurde Šípy mit seinen beiden Ortsteilen nach Čistá eingemeindet. Bělbožice, Šípy und Milíčov lösten sich am 24. November 1990 wieder von Čistá los und bildeten die Gemeinde Šípy. Šípy ist seit 1999 Mitglied der Mikroregion Čistá-Senomaty.

## Gemeindegliederung
Die Gemeinde Šípy besteht aus den Ortsteilen Bělbožice (Belbowitz), Milíčov (Militschow) und Šípy (Schippen). Das Gemeindegebiet gliedert sich in die Katastralbezirke Milíčov und Šípy. Außerdem gehören zu Šípy die Einschichten Šípská Hájovna und Šípský Mlýn.

## Sehenswürdigkeiten

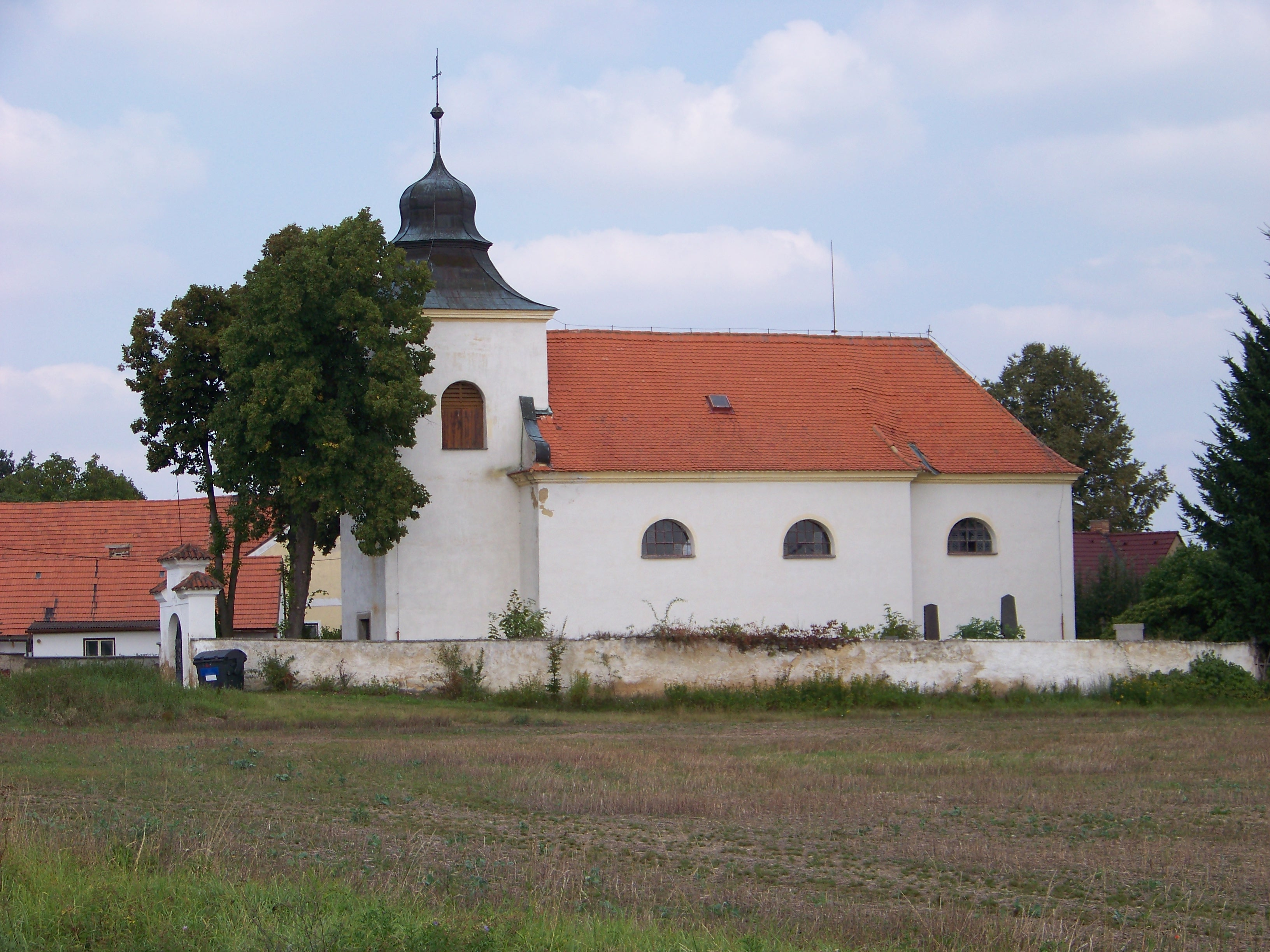
Kirche Petri Kettenfeier in Milíčov

- Ehemalige Renaissancefeste Šípy, der im 16. Jahrhundert als Sitz des Christoph Heinrich Kolowrat-Krakowsky errichtete Bau verlor nach dem Anschluss des Gutes an die Herrschaft Chříč seine ursprüngliche Bedeutung als Herrensitz und wurde 1726 zum Speicher des Meierhofes umgebaut. Das Bauwerk befindet sich heute wieder in Privatbesitz und ist nicht öffentlich zugänglich.
- Barocke Statue des hl. Johannes von Nepomuk auf dem Dorfplatz, geschaffen 1724 auf Veranlassung des Grafen von Trauttmansdorff.
- Petri-Ketten-Kirche in Mílíčov, erbaut in der Mitte des 14. Jahrhunderts. Sie wurde zum Ende des 16. Jahrhunderts umgebaut, der Turm entstand 1665
- Kapelle auf dem Dorfplatz von Bělbožice